# Леки крайцери тип „Алберто да Джусано“
Алберто ди Джусано (на италиански: Alberto da Giussano) са серия леки крайцери на италианския флот от времето на Втората световна война. Всичко от проекта за флота са построени 4 единици: „Алберто ди Джусано“ (на италиански: Alberto da Giussano), „Алберико да Барбиано“ (на италиански: Alberico da Barbiano), „Бартоломео Колеони“ (на италиански: Bartolomeo Colleoni) и „Джовани деле Банде Нере“ (на италиански: Giovanni delle Bande Nere). В специалната литература са известни и като „Кондотиери А“ (Condottieri A). Имената на корабите са в чест на знаменити кондотиери. Всички кораби загиват в хода на Втората световна война.
Тяхното последващо развитие стават „Кондотиери B“ (Condottieri B) – крайцерите от типа „Луиджи Кадорна“.

## История на създаването
След Първата световна война крайцерските сили на италианския флот се намират в лошо състояние. Към относително съвременните леки крайцери може да се причислят само три крайцери-скаути: „Куарто“, „Нино Биксио“ и „Марсала“. Тези неголеми кораби са въоръжени със 120 mm оръдия, прекалено слаби по мерките на 1920-те години за крайцерите, а фактически боеспособен сред тях е само „Куарто“. Не се подобрява положението и от предаването на Италия на 5 крайцера от състава на австро-унгарския и германския флотове – всички тези кораби са много силно амортизирани.
По мнение на тогавашните италиански тактици, на леките крайцери трябва да се възлагат следните задачи:
- Лидиране на разрушителите;
- Борба по комуникациите;
- Участие в блокадни действия;
- Охрана на линейните сили на флота;
- Носене на дозори;
- Разузнаване[1].

В този период основен потенциален противник на Италия се смята Франция и развитието на италианския флот върви с оглед френските военноморски приготовления. Към края на Първата световна война френския флот въобще няма бързоходни крайцери, но през 1926 г. французите въвеждат в строй своите първи съвременни леки крайцери от типа „Дюге Труен“ в количество три единици. Изпитвайки остър дефицит за средства, командването на френския флот стига до решението да се строят много големи разрушители, наречени във Франция контраминоносци, а в другите страни лидери. Тези кораби не са предназначени за лидиране на разрушителите, а трябва да действат в еднородни съединения и да изпълняват функциите на леките крайцери. В периода 1926 – 1931 г. френския флот получава 12 контраминоносеца от типовете „Ягуар“ и „Гепард“. Те носят по пет оръдия калибър 130 mm или 138 mm и са доста по-силни от италианските разрушители, а италианските крайцери значително превъзхождат по скорост.
Командването на италианския флот решава да даде асиметричен отговор на тези военни приготовления. Поставена е задачата да се създаде бързоходен кораб, не отстъпващ на френските лидери по скорост, но значително превъзхождащ ги по огнева мощ. Съгласно тогавашната италианска класификация, тези кораби трябва да се именуват „есплоратори“ – разузнавачи (на италиански: esploratori). Тъй като италианския флот също не разполага с големи финансови средства, новият проект трябва и да е максимално евтин. Следва да се отбележи, че проекта се развива в русло характерно за италианското корабостроене тенденция – приоритет на скоростните качества в ущърб над всичко останало.
Работите се водят със силите на „Военноморски комитет за проектиране“, под ръководството на генерал-лейтенанта от корпуса на военноморските инженери Джузепе Виан. Изначално корабите се наричат „37-възлови скаути“. Водоизместимостта им се определя около 5000 – 6000 тона, въоръжението е от осем 152 mm оръдия. Това трябва да осигури решаващо огнево превъзходство над френските лидери. Поставя се и задачата да се получи скорост минимум с 4 възела повече, отколкото на крайцерите на вероятните противници, което се предполага, че ще позволи на новите кораби да избягат от по-силния противник. Изискванията към далечината на плаване и мореходноста са традиционно умерени. При толкова ограничена водоизместимост и изисквания за скорост и въоръжение броневата защита е жертвана.
Италианският флот желае да получи шест крайцера от този тип, но финансовите проблеми позволяват да се отделят пари само за четири единици. Всички те влизат в строй през 1931 г. Всеки кораб струва 59,17 милиона лири.

## Конструкция

### Корпус и архитектура
Конструкцията на корпуса е изцяло заимствана от лидерите тип „Навигатори“, но е пропорционално увеличена. Отношението дължина на корпуса към ширина надвишава 10:1 и е характерно по-скоро за разрушителите, отколкото за крайцер. Обводите на корпуса са прекалено остри. Носът на крайцерите има вече остарялата към това време права форма с леко издаден таран. Схемата на набора на корпуса е смесена – надлъжния набор е използван в района на двойното дъно и до платформите, по-горе се използва напречен набор. Част от шпангоутите е усилена. Въпреки това конструкцията на корпуса се оказва преолекотена, което отрицателно влияе на здравината му. За компенсация на този недостатък са направени две надлъжни прегради. Освен това, има 15 напречни прегради, които делят корпус на 16 водонепроницаеми отсека.
Крайцерите не може да се нарекат устойчиви артилерийски платформи. В щорм кренът достига 27° – 30°, което прави управлението на кораба и живота на личния състав много трудни задачи.

### Въоръжение

#### Артилерия на главния калибър
Желаейки да получат решаващо огнево превъзходство над френските лидери, командването на италианския флот решава да постави на новите крайцери 152 mm оръдия с подобрена балистика. Фирмата „Ансалдо“ разработва оръдията Ansaldo Mod. 1926 с рекордни показатели – 50 kg снаряд се изстрелва с начална скорост от 1000 m/s. Обаче скоро става ясно, че живучестта на тези оръдия е крайно малка. Балистиката на стволовете чувствително се изменя даже в процеса на една стрелба.
В опита си да поправи ситуацията италианския флот приема на въоръжение по-лек снаряд с маса 47,5 kg, а началната скорост е снижена до 850 m/s. Това решава проблема с износа на стволовете, но кучността на стрелбата си остава, както и преди, ниска. Високата степен на разсейване на снарядите е свързан с два фактора: 1) Стволовете са разположени в една люлка и прекалено близко – едва 750 mm. В резултат, изстреляните със залпа снаряди променят своите траектории от потоците на обтичащия ги един друг въздух. 2) Италианската промишленост прави боеприпасите с голям допуск в теглото на снарядите и зарядите. Така, артилерията на главния калибър на крайцерите от типа „Алберто ди Джусано“ се оказва неудовлетворителна.
Боезапасът съставлява по 140 снаряда на оръдие, бронебойни и фугасни. Във военно време той се увеличава до 210 снаряда на оръдие. Максималният брой 152 mm снаряда в погребите може да достига 1800 за целия кораб.
| Артилерия на крайцерите от типа „Алберто ди Джусано“ | Артилерия на крайцерите от типа „Алберто ди Джусано“ | Артилерия на крайцерите от типа „Алберто ди Джусано“ | Артилерия на крайцерите от типа „Алберто ди Джусано“ | Артилерия на крайцерите от типа „Алберто ди Джусано“ | Артилерия на крайцерите от типа „Алберто ди Джусано“ |
| оръдие                                               | 152,4 mm/53 Ansaldo Mod. 1926                        | 152,4 mm/53 Ansaldo Mod. 1926                        | 100 mm/47AA OTO Mod. 1928                            | 40 mm/39 Vickers-Terni Mod. 1915                     | 20 mm/65 Breda Mod. 1935                             |
| ---------------------------------------------------- | ---------------------------------------------------- | ---------------------------------------------------- | ---------------------------------------------------- | ---------------------------------------------------- | ---------------------------------------------------- |
| калибър, mm                                          | 152,4                                                | 152,4                                                | 100                                                  | 40                                                   | 20                                                   |
| дължина на ствола, калибри                           | 53                                                   | 53                                                   | 47                                                   | 39                                                   | 65                                                   |
| маса на оръдието, kg                                 | 7340                                                 | 7340                                                 | 2000                                                 | 852                                                  | 72                                                   |
| скорострелност, изстрела/минута                      | 5                                                    | 5                                                    | 8 – 10                                               | 100                                                  | 240                                                  |
| ъгли на насочване                                    | −10°/45°                                             | −10°/45°                                             | −5°/+80°                                             | −5°/+80°                                             | −10°/+100°                                           |
| тегло на снаряда, kg                                 | 50                                                   | 50                                                   | 13,8                                                 | 0,9                                                  | 0,134                                                |
| начална скорост, m/s                                 | 1000                                                 | 1000                                                 | 880                                                  | 610                                                  | 840                                                  |
| максимална далечина на стрелбата, m                  | 28 400                                               | 28 400                                               | 15 240                                               | 4475                                                 | 2500                                                 |

#### Универсална артилерия
Универсалният калибър е представен от три сдвоени установки, разработени от инженера-генерал Еудженио Минизини, в които има 100 mm оръдия OTO Mod. 1928. Това оръдие е разработено на базата на чешкото 100 mm оръдие Skoda 10 cm/50(oa), с което в годините на Първата световна война са въоръжавани крайцерите и разрушителите на австро-унгарския флот. Две установки са поместени побордно в средната част на кораба, третата е в диаметралната плоскост, близо до кърмата.
Оръдието има лайнеров ствол и клинов затвор. Зареждането е унитарно, с помощта на пневматичен досилател. Живучестта на ствола на оръдието е 500 изстрела. Сдвоената установка тежи 15 тона, снабдена е с 8 mm броневи щит и има уникална конструкция, при която с увеличението на ъгъла на възвишение на оръдията се изменя височината на цапфите. Боезапасът в мирно време съставлява 2400 снаряда, във военно може да бъде увеличен до 3600 снаряда. Управлението на огъня на универсалната артилерия се осъществява от централния пост за управление на универсалната артилерия. Данните постъпват от два командно-далекомерни поста, снабдени с 3-метрови далекомери. Скоростите за насочване на установките са невисоки и съставляват 13 °/s по хоризонталната плоскост и 7 °/с във вертикалната. В началото на Втората световна война това вече не съответства на изискванията за борба със скоростни самолети.
Независимо от това, 100 mm оръдия OTO Mod. 1928 са основното зенитно средство за далечен бой на всички италиански крайцери, както на леките, така и на тежките, а също са поставяни на съветските крайцери „Червона Украйна“, „Красний Крим“ и „Красний Кавказ“.

#### Лека зенитна артилерия
Леката зенитна артилерия е изначално представена от два 40-милиметрови автомата Vickers-Terni Mod. 1915. Те се намират отстрани на бойната рубка. Това оръдие представлява италианска версия на британския автомат Vickers QF 2 pounder Mark II. От своя прототип италианското оръдие се отличава само с използването на магазинно подаване вместо лентъчно. Към началото на 1930-те години оръдието е остаряло. Прекалено ниската начална скорост на снаряда ограничава ефективната далечина на стрелбата, а самият автомат е много ненадежден. При техническа скорострелност от 200 изстрела/минута, се препоръчва да се изстрелват не повече от 50 снаряда за минута, поради опасност от засечки.
Очевидната остарялост на Vickers-Terni Mod. 1915 и уроците от Гражданската война в Испания, водят до замяната на 40-милиметровите автомати с 20-милиметровите сдвоени установки Breda Mod. 1935. Те на корабите са четири – две на мястото на 40-милиметровите автомати и две на кърмовата надстройка.

### Брониране
Защитата на новите крайцери се оказва столкова „лека“, че може да се оцени като несъществуваща. В италианския флот корабите от този тип получават ироничното прозвище „Мултфилмите“ (на италиански: Cartoni animati) – каламбурът намеква на думата „картон“ (на италиански: cartone). При конструирането на броневата защита е използвана прогресивната, по принцип, идея за разсеяното брониране. Но дебелината на броневите прегради е съвсен недостатъчна. Бронираният пояс започва от 28-ия шпангоут и завършва при 173-тия шпангоут. Неговата дебелина в средната му част съставлява 24 mm, по краищата – 20 mm. Бронята на пояса е от ванадиева стомана. Поясът се затваря с 20 mm траверси. Зад броневия пояс, примерно на два метра от борда, върви противоосколъчна преграда, с дебелина 18 mm. На пояса отгоре е броневата палуба с дебелина 20 mm от хромникелова стомана. Краищата на крайцерите са незащитени.
Кулите на артилерията на главния калибър са защитени от броня с дебелина 23 mm. Бойната рубка има дебелина на бронята от 40 mm, командно-далекомерните постове са защитени от 25 mm броня. Общото тегло на бронирането на крайцерите от типа „Алберто ди Джусано“ съставлява 531,8 тона, от тях за вертикалното брониране отиват 290,8 тона, а за хоризонталното 241 тона. Това съставлява 11,3 – 11,5% от стандартната водоизместимост. Дебелината на бронята е съвсем недостатъчна – тя се пробива от бронебойните снаряди среден калибър на всички реални дистанции на боя. Редица италиански историци на флота предполагат, че тези крайцери фактически въобще нямат броня.

### Енергетична установка
Крайцерите от типа „Алберто ди Джусано“ имат двувална паротурбинна енергетична установка, разработка на компанията „Белуцо“. всеки турбозъбчат агрегат включва в себе си турбина високо налягане, турбина ниско налягане и турбина за задния ход. Пара турбините получават от шест котела тип „Яроу“. Установката е поместена по ешелонен принцип, което трябва да повиши нейната живучест. Заедно с това, прекалено тесният корпус кара разположението на котлите да не е по двойки, както обикновено е при големите кораби, а един зад друг, в диаметралната плоскост. Проектната мощност на двете турбини трябва да бъде равна на 95 000 к.с., фактически тя съставя 100 000 к.с. Енергетичната установка се оценява като прекалено лека и крехка.
На изпитанията крайцерите чупят рекордите за скорост един след друг. Показани са следните резултати:
- „Алберико да Барбиано“ – 42,05 възела при водоизместимост 5680 тона;
- „Бартоломео Колеоне“ – 39,85 възела при водоизместимост 5565 тона;
- „Алберто ди Джусано“ – 38,5 възела при водоизместимост 5812 тона;
- „Джовани де ла Банде Нере“ – 41,11 възела при водоизместимост 5550 тона[21].

„Алберико да Барбиано“ развива 42,05 възела в течение на 32 минути, при мощност 123 479 к.с. средната скорост е 39,6 възела. Той става, по този начин, най-бързоходния крайцер в света. Тези показатели широко се демонстрират от пропагандата на фашистка Италия. Но „Алберико да Барбиано“ излиза за рекордния си пробег, без да има половината си оръдейни кули, а също и по-голямата част от въоръженията и оборудването си. Реалните показатели на крайцерите в хода на службата се оказват доста по-скромни – скорост 31 −32 възела се счита за добър показател, но и тя е достигана рядко. Командирите на крайцерите се стараят да не развиват над 30 възела, опасявайки се от ненадеждните механизми и слабия корпус. В крайна сметка, крайцерите от този тип фактически имат доста посредствени скоростни характеристики, на фона на чуждестранните им конкуренти.

## История на службата
|                           | заложен             | спуснат на вода     | влиза в строй       | съдба |
| ------------------------- | ------------------- | ------------------- | ------------------- | --- |
| „Алберико да Барбиано“    | 16 април 1928 г.    | 23 август 1930 г.   | 9 юни 1931 г.       | Потопен на 13 декември 1941 г. в боя при нос Бон от разрушителите Legion, Maori, Sikh, Isaak Sweers               |
| „Алберто ди Джусано“      | 29 март 1928 г.     | 27 април 1930 г.    | 5 февруари 1931 г.  | Потопен на 13 декември 1941 г. в боя при нос Бон разрушителите Legion, Maori, Sikh, Isaak Sweers                  |
| „Бартоломео Колеони“      | 21 юни 1928 г.      | 21 декември 1931 г. | 10 февруари 1931 г. | Потопен на 19 юли 1940 г. в боя при нос Спада от крайцера Sydney и разрушителите Havock, Hiperion, Hereward, Ilex |
| „Джовани деле Банде Нере“ | 31 октомври 1928 г. | 27 април 1930 г.    | април 1931 г.       | Потопен на 1 април 1942 г. в района на остров Стромболи от английската подводница Urge                            |

### „Алберико да Барбиано“
Строи се в корабостроителницата на „Gio. Ansaldo & C.“ в Генуа. В предвоенния период носи служба в Средиземно море. В периода 1936 – 1937 г. влиза в състава на силите, оказващи поддръжка на франкистите, в хода на Гражданската война в Испания. В края на 1939 г. е разглеждан въпроса за продажбата на „Алберико да Барбиано“ на Швеция. Съгласно официалната версия, шведския флот се отказва от покупката по финансови въпроси. Според неофициалната версия, шведите, след запознаването им с кораба, искат провеждането на обширни ремонтни работи, усилване на корпуса, зенитното въоръжение и отопляване на помещенията, в съответствие с шведските стандарти. Италианците отказват и сделка не се състои.
В началото на 1940 г. влиза в състава на 3-та бригада крайцери на 2-ра ескадра. В нощта на 10 юни 1940 г. участва в поставянето на минното заграждение в Сицилианския пролив. Участва в сражението при Пунто Стило. На 6 август 1940 г. „Алберико да Барбиано“ участва в поставянето на още едно активно минно заграждение. През същия месец крайцера решават да направят учебен кораб. От 1 септември 1940 г. до 1 март 1941 г. е за преоборудване в Пола и Триест. После влиза в състава на учебния отряд на флота.
В началото на декември 1941 г. „Алберико да Барбиано“ се връща в състава на действащия флот и е зачислен в 4-та бригада крайцери. На него носи флага си контраадмирал Антонино Тоскано. Проблеми с горивото, които изпитват немско-италианските сили в Северна Африка, принуждават командването на италианския флот да използват като бързоходни транспорти леките крайцери. На 9 декември 1941 г. „Алберико да Барбиано“ и „Алберто ди Джусано“ отплават от Палермо с товар бензин, като варелите с горивото са поставени направо на палубата. Крайцерите са открити от британски самолет-разузнавач и след това са атакувани от торпедоносци. Макар корабите да не получават попадения, командването на флота заповядва на крайцерите са се върнат в Палермо. Но войските на Оста в Африка продължават да искат гориво и операцията е възобновена. На 12 декември 1941 г. „Алберико да Барбиано“ и „Алберто ди Джусано“ отново отплават от Палермо и отново са открити от противника.
За прехващането им адмирал Андрю Кънингам, командващ британския Средиземноморски флот изпраща флотилия разрушители, които правят преход от Гибралтар за Александрия. Възможността да засекат крайцерите се оценява като минимална, но италианците обръщат наобратно, считайки, че са открити от вражеския разузнавач и сами се натъкват на противника. В нощта на 13 декември 1941 г. става сражението при нос Бон. Противниците плават в насрещни курсове, като британските разрушители имат радиолокатори, а италианците не. От насрещен курс разрушителите изстрелват торпедата. Сражението продължава само две минути. „Алберико да Барбиано“ получава попадения от три торпеда и бързо потъва.

### „Алберто ди Джусано“
„Алберто ди Джусано“ е построен от „Ансалдо“ в Генуа. Нито веднъж не напуска Средиземно море. В периода 1936 – 1939 г. оказва помощ на франкистите. От 10 юни 1940 г. влиза в състава на 4-та бригада крайцери на 2-ра ескадра. Участва в боя при Пунто Стило. После ескортира конвои за Северна Африка и понякога се привлича за поставяне на минни заграждения. На 12 декември 1941 г. „Алберто ди Джусано“ заедно с „Алберико да Барбиано“ участва в операцията по прехвърляне на гориво за немско-италианските войски в Северна Африка. Бъчвите с бензин са поставени направо на палубата на крайцера. В нощта на 12 по 13 декември 1941 г. става скоротечния бой на италианските крайцери с група съюзнически разрушители. „Альберто ди Джуссано“ получава от едно до три торпедни попадения, запалва се и бързо потъва. Общите загуби на италианците в този бой са около 900 души, още около 650 са спасени от дошли на помощ италиански кораби. Така, както и „Алберико да Барбиано“, „Алберто ди Джусано“ потъва на две мили източно от нос Бон.

### „Бартоломео Колеони“
Строи се от „Ансалдо“ в Генуа. Срока за строеж е най-продължителният от всички крайцери на серията. До 1938 г. служи в Средиземно море. От 5 септември до 30 октомври 1936 г. стои на рейда на Барселона, осигурявайки безопасността на италианските граждани там. През 1937 г. действа в интерес на франкистите, съпровождайки транспорти с военни товари за метежниците и патрулирайки в морето, с цел откриване на транспортите на републиканците. През ноември 1938 г. е изпратен в Далечния Изток и на 23 декември 1938 г. пристига в Шанхай. На 10 октомври 1939 г. крайцера е отзован от Далечния Изток и на 28 октомври 1939 г. се връща в Италия.
С влизането на Италия във Втората световна война „Бартоломео Колеони“ е зачислен във 2-ра дивизия крайцери, заедно с „Джовани деле Банде Нере“. Първоначално дивизията се базира в Палермо. Крайцерът участва в поставянето на минното заграждение в Сицилианския пролив, безуспешно излиза в търсене на френски съдове. След излизането на Франция от войната, дивизията започва да се базира в Аугуста. В началото на юли 1940 г. крайцерът влиза в състава близкото прикритие на конвоя, превозващ товари от Неапол за Бенгази. После италианското командване решава да пребазира 2-ра дивизия крайцери в Порталага, на остров Лерос, откъдето крайцерите трябва да извършват рейдове против британското корабоплаване.
Сутринта на 19 юли 1940 г. „Бартоломео Колеони“ и „Джовани деле Банде Нере“ влизат в пролива Андикитира и откриват плаващи в насрещен курс четири британски разрушителя. Крайцерите тръгват на сближение, противника започва да се оттегля, а стрелбата и на двете страни е безрезултатна. След това на мястото на събитията се появява австралийския лек крайцер „Сидни“, които открива огън от далечна дистанция. Командващият италианската дивизия контраадмирал Косарди решава да приеме боя при оттеглянето му. В хода на престрелката на крайцерите, на „Бартоломео Колеони“ е отначало изведено от строй рулевото управление, а след това крайцера получава попадение в машинното отделение и губи ход. След последващи попадения от „Сидни“ и разрушителите, „Бартоломео Колеони“ се лишава от всички източници на енергия и е довършен с торпеда, изстреляни от разрушителите „Айлекс“ и „Хайперион“. Загиват 121 члена на екипажа, 532 италиански моряка са спасени.

### „Джовани деле Банде Нере“
„Джовани деле Банде Нере“ е построен в корабостроителницата на ВМС в Кастеламаре ди Стабия. В предвоенните години служи изключително в Средиземно море. В периода 1936 – 1938 г. периодически оказва поддръжка на франкистите. През 1938 г. е предаден в състава на учебния отряд. С началото на войната отново е въведен в състава на действащия флот, включен във 2-ра дивизия крайцери заедно с „Бартоломео Колеоне“. В хода на боя при нос Спада, „Джовани деле Банде Нере“ има едно попадение в крайцера „Сидни“, получава в отговор две. След излизане от строй на „Бартоломео Колеоне“, контраадмирал Бернадето Косарди, държащ флаг на „Джовани деле Банде Нере“, заповядва на крайцера да се оттегли. Преследването на „Сидни“ и британските разрушители на италианския крайцер е без успех, тъй като на „Сидни“ са свършили снарядите за носовите кули. След боя „Джовани деле Банде Нере“ се връща в Триполи. Впоследствие, „Джовани деле Банде Нере“ многократно участва в прикритието на северноафриканските конвои, а също и поставя минни заграждения.
На 21 март 1942 г. крайцерът отплава от Месина, в състава на 3-та бригада крайцери под командването на контраадмирал Парона, където влизат още два тежки крайцера – „Тренто“ и „Гориция“, а също и четири разрушителя. Вече в морето те се срещат с линкора „Литорио“ и съпровождащите го четири разрушителя под флага на адмирал Якино. Цел на операцията е прехващането и разгрома на британския конвой MW-10, плаващ от Александрия за Малта. В състава на конвоя влизат 4 транспорта, тяхно прикритие осъществяват 4 Крайцера за ПВО: 3 от типа „Дидо“ – „Евриал“, „Клеопатра“ и „Дидо“, а също „Карлайл“. Освен това, в състава на силите на прикритието влизат 10 разрушителя и 6 ескортни миноносеца. По огнева мощ британците чувствително отстъпват на италианците, имащи линкор и два тежки крайцера.
Противниците се срещат на 22 март 1941 г., след обяд. Сражението преминава в щормови условия и се свежда към нерешителни опити на италианските тежки кораби да достигнат до съдовете на конвоя. Британските леки сили се отбраняват според своите възможности и поставят димни завеси. „Джовани деле Банде Нере“ в хода на боя обстрела основно британските крайцери и постига едно попадение в крайцера „Клеопатра“, изваждайки от строй носовите му кули. Решаващ успех италианците не успяват да постигнат, в резултат, отстъпват. Преходът към своите бази преминава в условията на усилващия се щорм, много от италианските кораби получават сериозни повреди. Сред тях е и „Джовани деле Банде Нере“, който влиза за заводски ремонт. На 1 април 1942 г. крайцерът отплава от Месина за Специя. Съпровождан е от разрушител и миноносец. Около 9 часа сутринта той е атакуван от британската подводница „Ердж“. В борда на кораба попадат две торпеда, той се пречупва на две и бързо потъва на 11 мили югоизточно от остров Стромболи в Тиренско море.

## Оценка на проекта
В историята на италианското и световното, корабостроене корабите от типа „Алберто ди Джусано“, безусловно, заемат особено място, те продължават новата концепция започната от френските корабостроители и именно те формират основните черти на новото поколение леки крайцери. Главните фактори, отличаващи „Алберто ди Джусано“ от предшествениците, проектирани и заложени още в годините на Първата световна война, и извеждащи ги на качествено ново ниво, са куполната артилерия на главния калибър, съвременната архитектура (издължен полубак, обтекаеми надстройки) и изначално предвиденото в проекта авиационно въоръжение. Проектът „Кондотиери А“ съответства на традициите на италианската корабостроителна школа: основен акцент тук е не добрата мореходност и голяма далечина на плаване, а на мощното въоръжение или достигането на висока скорост на хода (поради ориентацията върху средиземноморския театър на бойните действия). Задачата да се осигури ефективно използване на артилерията също не се разглежда сериозно. Първата палачинка, както обикновено става на бучки и италианската също не е по-добра, но новите британски крайцери вече се строят с оглед на италианските.
Поставяйки изискванията си към проекта „Алберто ди Джусано“, италианските моряци желаят да получат крайцер, който, преди всичко, да може да догони и унищожи всеки един френски лидер и да избяга от по-силен противник благодарение на превъзходство по скорост. Ограниченото финансиране, реалностите на водоизместимостта предопределя акцента върху скорост и въоръжение в ущърб на защитата, здравината и мореходността. Но по своите действителни скоростни качества крайцерите от типа „Алберто ди Джусано“ се оказват доста посредствени кораби. След пропагандните рекорди, те, в хода на повседневната си служба, показват доста посредствени скорости. Тези им показатели не дават възможност, нито да догонят френските лидери, нито да избягат на по-мощните крайцери на противника, което и се потвърждава в хода на войната. Въоръжението на крайцерите, формално силно, на практика също се показва в лоша светлина. Броневата защита съвсем не съответства на изискванията и прави опасен за „Кондотиери A“ боя с практически всеки противник. Здравината на корпуса също се оказва ниска, препятствайки достигането на високи скорости и не осигурява необходимата живучест. Всъщност, „Кондотиери A“ са по-скоро суперразрушители, отколкото истински крайцери. Съществува мнение, че Бенито Мусолини въобще не се интересува от реалните бойни качества на своя флот, а го разглежда от гледна точка на пропаганда, сдържване и устрашение.
Като цяло, следва да се признае този проект като съвършено неудовлетворителен. По същество, корабите от типа „Алберто ди Джусано“ не са пълноценни крайцери. Това прекрасно се разбира и от командването на италианския флот. За това последващата еволюция на италианските леки крайцери протича по пътя на постепенното подобряване на защитата при намаляване на номиналните скорости.

## Коментари
1. ↑  Всички данни са към юни 1940 г.